# Albert Bassüner
Albert Bassüner (* 25. Januar 1891 in Wittenberg; † 23. März 1946 in Piesteritz) war ein deutscher KPD- und KPO-Funktionär und antifaschistischer Widerstandskämpfer.

## Leben
Mitte der 1920er Jahre wurde der Arbeitersohn Albert Bassüner, der als Fabrikarbeiter in den Stickstoffwerken Piesteritz beschäftigt war, zum Betriebsratsvorsitzenden gewählt und trat erst in die USPD und 1920 die KPD ein, für die er Mitglied des Provinziallandtages Merseburg wurde.
Auf dem elften Parteitag der KPD 1927, an dem Bassüner als Schriftführer mitwirkte, wurde er als Kandidat ins Zentralkomitee der KPD gewählt. Bassüner gehörte zum rechten Flügel der KPD und kritisierte den ultralinken Kurs der Führung um den KPD-Vorsitzenden Ernst Thälmann. Im Zusammenhang mit der Wittorf-Affäre kritisierten Bassüner, Erich Hausen, Heinrich Galm und andere Thälmann stark. Bassüner beantragte sogar, den Vorsitzenden Thälmann aus der KPD auszuschließen. Am 29. Dezember 1928 wurde Bassüner wegen seiner Weigerung Beschlüsse des Zentralkomitees umzusetzen, aus der KPD ausgeschlossen. Die Kommunistische Internationale stimmte seinem Ausschluss zu. Er wechselte zur KPO und war dort führendes Mitglied.
Gegen den Widerstand der KPD wurde Bassüner im Februar 1929 zum Vorsitzenden des Allgemeinen Deutschen Gewerkschaftsbundes in Wittenberg wiedergewählt. 1932 wechselte Bassüner zur SAP und setzte die Parteiarbeit nach der Machtübergabe an die Nationalsozialisten auch in der Illegalität fort. Im Juli 1935 wurde Bassüner verhaftet und war bis zum Ende des Zweiten Weltkrieges im KZ Lichtenburg interniert. Wenige Monate nach seiner Befreiung starb Albert Bassüner 1946 in Piesteritz.